# داريو ساريمينتو
داريو ساريمينتو (مواليد 29 مارس 2003) هو لاعب كرة قدم أرجنتيني يلعب في مركز خط الوسط في نادي إستوديانتيس دي لا بلاتا.

## روابط خارجية
- داريو ساريمينتو على موقع قاعدة بيانات كرة القدم.إي يو (الإنجليزية)
- داريو ساريمينتو على موقع Soccerway.com (الإنجليزية)
- داريو ساريمينتو على موقع عالم كرة القدم.نت (الإنجليزية)